# Jüdischer Friedhof (Střítež u Jihlavy)
Koordinaten: 49° 27′ 19″ N, 15° 37′ 24,5″ O

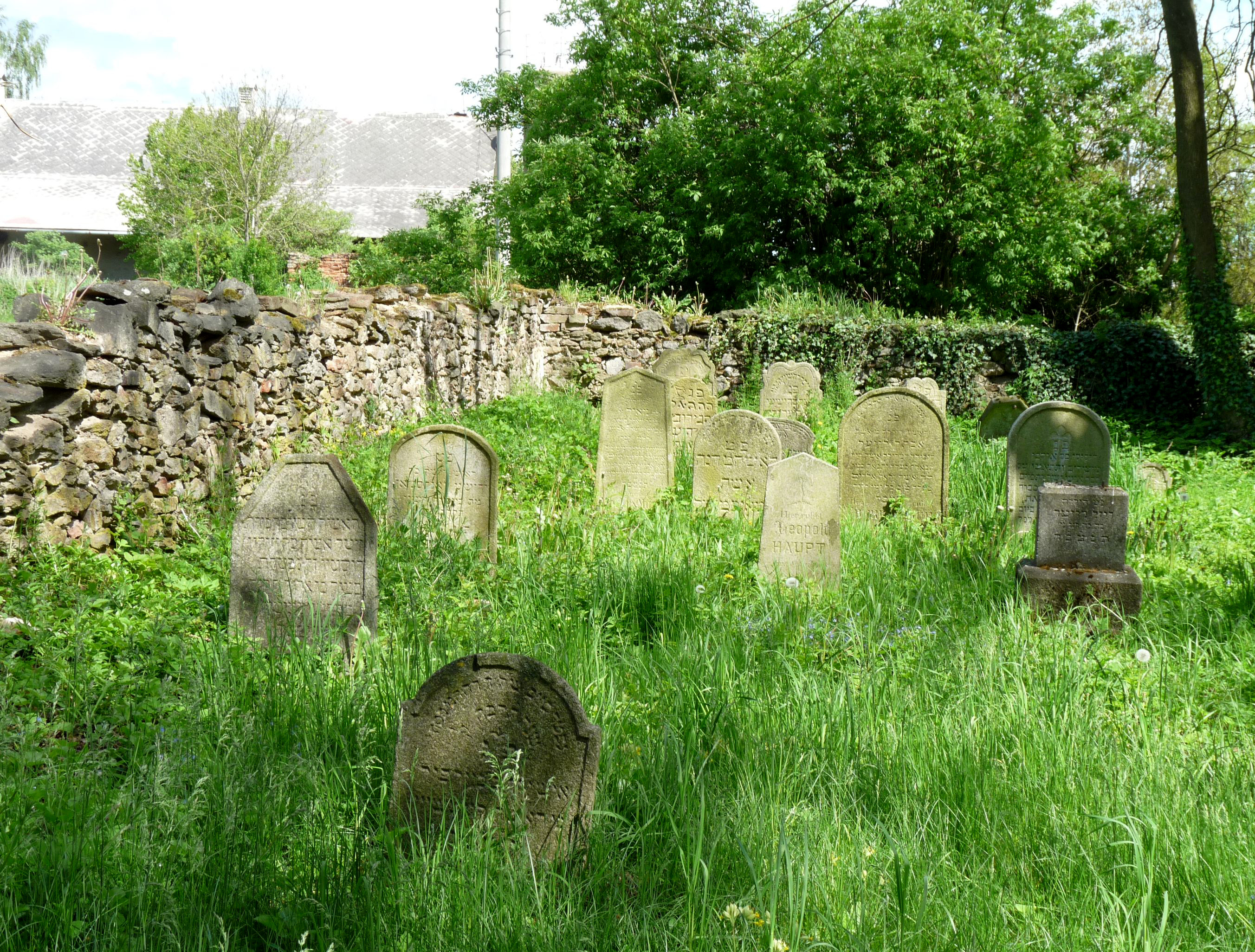
Jüdischer Friedhof in Střítež u Jihlavy

Der Jüdische Friedhof in Střítež u Jihlavy (deutsch Schrittenz), einer Gemeinde im Okres Jihlava in der Kraj Vysočina (Tschechien), wurde vermutlich im 18. Jahrhundert errichtet. Der jüdische Friedhof ist seit 1988 ein geschütztes Kulturdenkmal.
Die ältesten Grabsteine (Mazevot) stammen aus der ersten Hälfte des 19. Jahrhunderts.